# Бештије (ТВ серија)
Бештије (шп. Mundo de fieras) мексичка је теленовела, продукцијске куће Телевиса, снимана 2006.
У Србији је приказивана током 2006. и 2007. на телевизији Пинк.

## Синопсис
Бештије су прича о близанцима Габријелу и Демијану који су од рођења раздвојени и живе потпуно другачијим животом. Габријел одраста у богатој породици а, насупрост њуму, Демијан цео живот проводи у сиромаштву, због чега постаје пљачкаш. Бежећи од полиције након једног разбојништва, доживљава несрећу у којој губи ногу. Очајан и слеп од љубоморе, када сазна за богатство у којем Габријел живи, Демијан одлучује да га уништи…
Упркос богатству, ни Габријелов живот није бајка. Његова прва жена умире на порођају остављајући га самог са њихово двоје деце – Рохелиом и Паулином. После много година туге и самоће Габријел се жени атрактивном Јоселин, удовицом која има кћерку Карен. Срећан брак крунисан је рођењем сина Луисита. Али, срећа не траје дуго. У саобраћајној несрећи Јоселин доживљава побачај, а Луисито задобија тешке повреде ногу. Од тог тренутка почиње пакао – Јоселин за несрећу криви Габријела и чини све да га удаљи од себе.
Демијан је ожењен Рехином која је у младости била заљубљена у Габријела, али су јој родитељи забранили да се виђа са њим. Демијан малтретира своју супругу, тврдећи да њихов син Хуан Кристобал у ствари копиле његовог брата. Хуан Кристобал и Паулина се заљубљују и боре се да њихова веза успе упркос Карениним сплеткама, као и чињиници да су им породице завађене. Марија Анхела је Луиситова дадиља, ванбрачна кћерка Габријеловог таста Клементеа чија жена, зла Миријам, брану мужу да призна очинство. Ипак, дозвољава да Марија Анхела борави у њиховој кући уживајући у томе да је мучи и понижава. Међутим, сви остали су свесни да је Марија Анхела девојка доброг срца. Леонардо се заљубљује у њу на први поглед и одлучује да је освоји. Ипак, Марија Анхела не уноси немир само у Леонардово, већ и у Габријелово срце.

## Улоге
| Глумац:             | Улога:                                         |
| ------------------- | ---------------------------------------------- |
| Габи Еспино         | Марија Анхела Марианхела Круз                  |
| Сесар Евора         | Габријел Сервантес Браво Демијан Мартинез Гера |
| Едит Гонзалез       | Јоселин Ривас дел Кастиљо Сервантес Браво      |
| Ернесто Лагвардија  | Леонардо Бариос                                |
| Елена Рохо          | Миријам Ривас дел Кастиљо                      |
| Азела Робинсон      | Долорес Фаријас                                |
| Лаура Флорес        | Рехина де Мартинез Гера                        |
| Рене Касадос        | Николас Наваро                                 |
| Себастијан Руљи     | Хуан Кристобал Мартинез Гера                   |
| Сара Малдонадо      | Паулина Севантес Браво                         |
| Мишел Вит           | Карен Фаријас Ривас дел Кастиљо                |
| Маргарита Исабел    | Отилија Алварез де Веласкез                    |
| Клаудио Баез        | Федерико Веласкез                              |
| Хуан Пелаез         | Клементе Ривас дел Кастиљо                     |
| Иран Кастиљо        | Сесилија                                       |
| Хавијер Руан        | Отац Доминго                                   |
| Лупита Лара         | Симона                                         |
| Одисео Бичир        | Тиберио Мартинез Фаријас                       |
| Пати Дијаз          | Белен                                          |
| Алехандро Руиз      | Силвестре                                      |
| Раул Себастијан     | Луисито Сервантес Браво Ривас дел Кастиљо      |
| Родриго Мехија      | Рохелио Сервантес Браво Педро Сервантес Браво  |
| Мануел Медина       | Педро                                          |
| Паола Тревињо       | Дијана де Сервантес Браво                      |
| Росио Валента       | Виолета                                        |
| Рене Стриклер       | Едгар Фаријас                                  |
| Лидис Поуса         | Елса Бариос                                    |
| Алберто Салабери    | Којот                                          |
| Бенхамин Риверо     | Мастин                                         |
| Рикардо Вера        | др Фуентес                                     |
| Шејла               | Мајеја                                         |
| Рејналдо Росано     | Кортито                                        |
| Силвија Манрикруз   | Ингрид                                         |
| Елизабет Агилар     | Чела                                           |
| Хулио Вега          | Марио                                          |
| Мира Саведра        | Сораја                                         |
| Дулсе               | Аурора Круз                                    |
| Густаво Санчез Пара | Шакал                                          |
| Кармен Салинас      | Канделарија де Бариос                          |